# Mahmud Xah Xarki
Mahmud Xah Xarki fou sultà de Jaunpur del 1440 al 1458.

## Biografia
Era fill d'Ibrahim Xah Xarki al que va succeir el 1440. El 1442 va envair Bengala però finalment es va retirar per causes incertes. El 1443 va envair Kalpi (Muhàmmadabad) el sulta-governador del qual, Nasir Khan, havia saquejat la població de Xahpur i maltractat a la població musulmana, i fou acusat d'apostasia; amb permís del sultà Mahmud I Khalji de Malwa, del qual Kalpi era tributària, Jaunpur va envair el sultanat i va ocupar Kalpi, expulsant a Nasir Khan del poder. Nasir es va refugiar a Chanderi i va demanar ajut al seu sobirà Mahmud de Malwa. Aquest va escriure al sultà de Jaunpur, Mahmud Xah Xarki, demanant el retorn de Kalpi a Nasir, però Mahmud no en va fer cas. Malwa va atacar a Mahmud Xah Xarki i va lliurar la batalla d'Erach el 14 de novembre de 1444, de resultat incert; mercès a la mediació de Djailda, respectat santó i Shaykh al-Islam, es va acordar la pau i Kalpi fou reintegrada a Malwa. Nasir Khan hi va tornar a governar un temps però la seva nissaga no torna a aparèixer a la història.
Mahmud va sufocar una revolta a Chunar vers 1445 i en va annexionar la major part. Després va envair Orissa que va saquejar. Va fundar dues mesquites a Palanpur abans de retornar a la seva capital. Poc després reclamava el tron de Delhi al·legant que el sultà Sayyid Alà-ad-Din Àlam-Xah (1445-1451, +1478) era el germà de la seva dona. Àlam-Xah estava dominat pel seu wazir Hamid Khan que era qui regnava de fet, però el sultà, cansat del domini del ministre es va traslladar a Badaun i Hamid Khan es va veure en posició dèbil a causa de les maniobres del sultà i de l'hostilitat de part de la noblesa de Delhi, i va cridar a Bahlul Lodi de Sirhind, que va entrar a Delhi el 19 d'abril de 1451 i es va proclamar sultà; Bahlul va fer empresonar a Hamid Khan del que no es fiava i poc després el va fer enverinar pel seu cosí Kutb Khan. El 1452 els nobles de Delhi, oposats quasi tots als lodis afganesos, i la reina Bibi Raji, van cridar a Mahmud Xah Xarki per assolir el poder. Aquest va reunir un exèrcit amb 170.0000 homes la major part cavallers (i amb 1800 elefants) i va avançar fins a la capital Delhi que va atacar. Delhi fou defensada per Khwadja Bayazid, fill de Bahlul Lodi, el qual estava a Dipalpur, i que va retornar ràpidament amb set mil homes; Mahmud, assabentat de l'arribada de Bahlul, va enviar 30.000 homes i 30 elefants manats per Darya Khan Lodi i Fath Khan Harawi que es van lliurar batalla a Narela (a uns 30 km al nord de Delhi); Darya Khan, que era també afganès lodi com Bahlul, va ser guanyat a la causa d'aquest per Sayyid Shams al-Din i va desertar, desmoralitzant a l'exèrcit de Mahmud que tot i ser superior numèricament fou derrotat. Fath Khan fou fet presoner i executat. Mahmud Xah es va haver de retirar cap a Juanpur. Bahlul llavors va decidir estendre els seus territoris i va ocupar Rapri i Etawah; en aquesta ciutat es van enfrontar altre cop els dos exèrcits (856 de l'hègira, 1452/1453) sense un guanyador clar; això va impulsar la pau ajustada per la mediació d'un costat de Kutb Khan, cosí i cunyat de Bahlul Lodi, i de l'altra de Ray Pratan, senyor de Bhongaon i Kampil. Bahlul havia de retornar el sets elefants que havia capturat a Narela i els dos estats conservarien els seus territoris dins els límits que tenien en temps d'Ibrahim Xah Xarki i de Sayyid Mubarak-Xah (1421-1435) excepte Shamsabad que seria cedida a Bahlul.
El 1454 Mahmud va ocupar Ujjain on governava Ishwat Singh, vassall de Jaunpur que s'havia proclamat independent. Ishwat va fugir però fou finalment capturat i executat (1455) i Ujjain va quedar annexionada. El 1456 o inicis del 1457 es va reprendre la lluita entre Jaunpur i Delhi quan el governador xàrquida de Xamsabad, Djawna Khan, va refusar entregar la ciutat a Bahlul tal com s'havia pactat. La ciutat fou ocupada per la força i en fou nomenat governador Ray Karan. Mahmud va anar en ajut de Djawna Khan i fou atacat de nit per Kutb Khan i Darya Khan, però foren derrotats i el primer fet presoner. Bahlul, afligit per aquesta notícia, va reunir forces i va marxar en persona contra Mahmud però aquest es va posar malalt i va morir abans de cap enfrontament (1458). El va succeir el seu fill Muhàmmad Xah Bhikan Khan conegut com a Muhàmmad Xah Xarki.

## Llegat
Mahmud fou el constructor de la famosa mesquita de Darwaza a Jaunpur i del palau de la reina Bibi Raji al seu costat (entre altres edificacions).